# Matheus Martins
Matheus Martins Silva dos Santos (ur. 16 lipca 2003 w Campo Grande) – brazylijski piłkarz występujący na pozycji skrzydłowego, od 2024 roku zawodnik Botafogo.